# إيفان بيلاييف
إيفان بيلاييف هو لاعب كرة قدم روسي في مركز حراسة المرمى، ولد في 26 مايو 1986. لعب مع هولشتاين كيل.

## وصلات خارجية
- إيفان بيلاييف على موقع بيانات كرة القدم. دي إي (الألمانية)
- إيفان بيلاييف على موقع Soccerway.com (الإنجليزية)